# Saint-Laurent-de-Lin
Pour les articles homonymes, voir Saint-Laurent.
Saint-Laurent-de-Lin est une commune française située dans le département d'Indre-et-Loire, en région Centre-Val de Loire.

## Géographie

### Localisation
La commune est située près du département de Maine-et-Loire et dans le Haut-Anjou.
|                                | Lublé                |                        |
| Noyant-Villages Maine-et-Loire | Saint-Laurent-de-Lin | Château-la-Vallière    |
|                                | Channay-sur-Lathan   | Courcelles-de-Touraine |

### Hydrographie

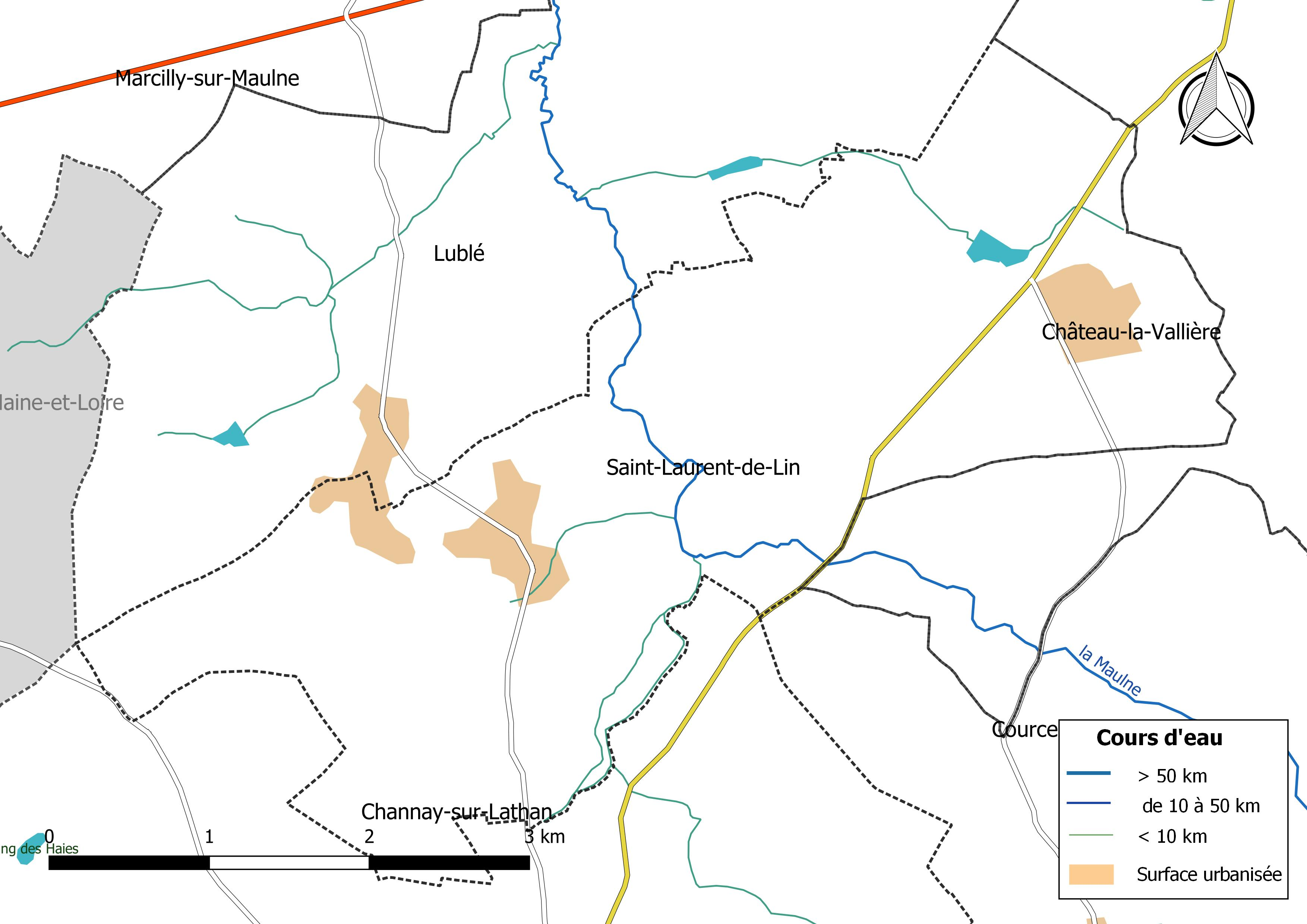
Réseau hydrographique de Saint-Laurent-de-Lin.

Le réseau hydrographique communal, d'une longueur totale de 10,22 km, comprend un cours d'eau notable, la Maulne (3,172 km), et cinq petits cours d'eau pour certains temporaires,.
La Maulne, d'une longueur totale de 28,7 km, prend sa source au nord de Courcelles-de-Touraine et se jette  dans le Loir à La Chapelle-aux-Choux, après avoir traversé 10 communes. 
Sur le plan piscicole, la Maulne est classée en première catégorie piscicole. Le groupe biologique dominant est constitué essentiellement de salmonidés (truite, omble chevalier, ombre commun, huchon).
Trois zones humides ont été répertoriées sur la commune par la direction départementale des territoires (DDT) et le conseil départemental d'Indre-et-Loire : « la vallée de la Maulne du Tertre aux Cartes », « la vallée du Ruisseau de Lin » et « l'étang du Carroi du Muguet »,.

### Climat
Pour des articles plus généraux, voir Climat du Centre-Val de Loire et Climat d'Indre-et-Loire.
En 2010, le climat de la commune est de type climat océanique altéré, selon une étude du CNRS s'appuyant sur une série de données couvrant la période 1971-2000. En 2020, Météo-France publie une typologie des climats de la France métropolitaine dans laquelle la commune est exposée à un climat océanique et est dans la région climatique  Moyenne vallée de la Loire, caractérisée par une bonne insolation (1 850 h/an) et un été peu pluvieux. 
Pour la période 1971-2000, la température annuelle moyenne est de 11,3 °C, avec une amplitude thermique annuelle de 14,7 °C. Le cumul annuel moyen de précipitations est de 703 mm, avec 11,5 jours de précipitations en janvier et 6,6 jours en juillet. Pour la période 1991-2020, la température moyenne annuelle observée sur la station météorologique de Météo-France la plus proche, sur la commune de Channay-sur-Lathan à 3 km à vol d'oiseau, est de 12,1 °C et le cumul annuel moyen de précipitations est de 708,7 mm,. Pour l'avenir, les paramètres climatiques de la commune estimés pour 2050 selon différents scénarios d'émission de gaz à effet de serre sont consultables sur un site dédié publié par Météo-France en novembre 2022.

## Urbanisme

### Typologie
Au 1er janvier 2024, Saint-Laurent-de-Lin est catégorisée commune rurale à habitat dispersé, selon la nouvelle grille communale de densité à sept niveaux définie par l'Insee en 2022.
Elle est située hors unité urbaine. Par ailleurs la commune fait partie de l'aire d'attraction de Tours, dont elle est une commune de la couronne,. Cette aire, qui regroupe 162 communes, est catégorisée dans les aires de 200 000 à moins de 700 000 habitants,.

### Occupation des sols
L'occupation des sols de la commune, telle qu'elle ressort de la base de données européenne d’occupation biophysique des sols Corine Land Cover (CLC), est marquée par l'importance des territoires agricoles (75,4 % en 2018), en diminution par rapport à 1990 (77,8 %). La répartition détaillée en 2018 est la suivante : 
terres arables (31,7 %), prairies (31,6 %), forêts (19,1 %), zones agricoles hétérogènes (12 %), zones urbanisées (3,4 %), zones industrielles ou commerciales et réseaux de communication (2,1 %). L'évolution de l’occupation des sols de la commune et de ses infrastructures peut être observée sur les différentes représentations cartographiques du territoire : la carte de Cassini (XVIIIe siècle), la carte d'état-major (1820-1866) et les cartes ou photos aériennes de l'IGN pour la période actuelle (1950 à aujourd'hui).

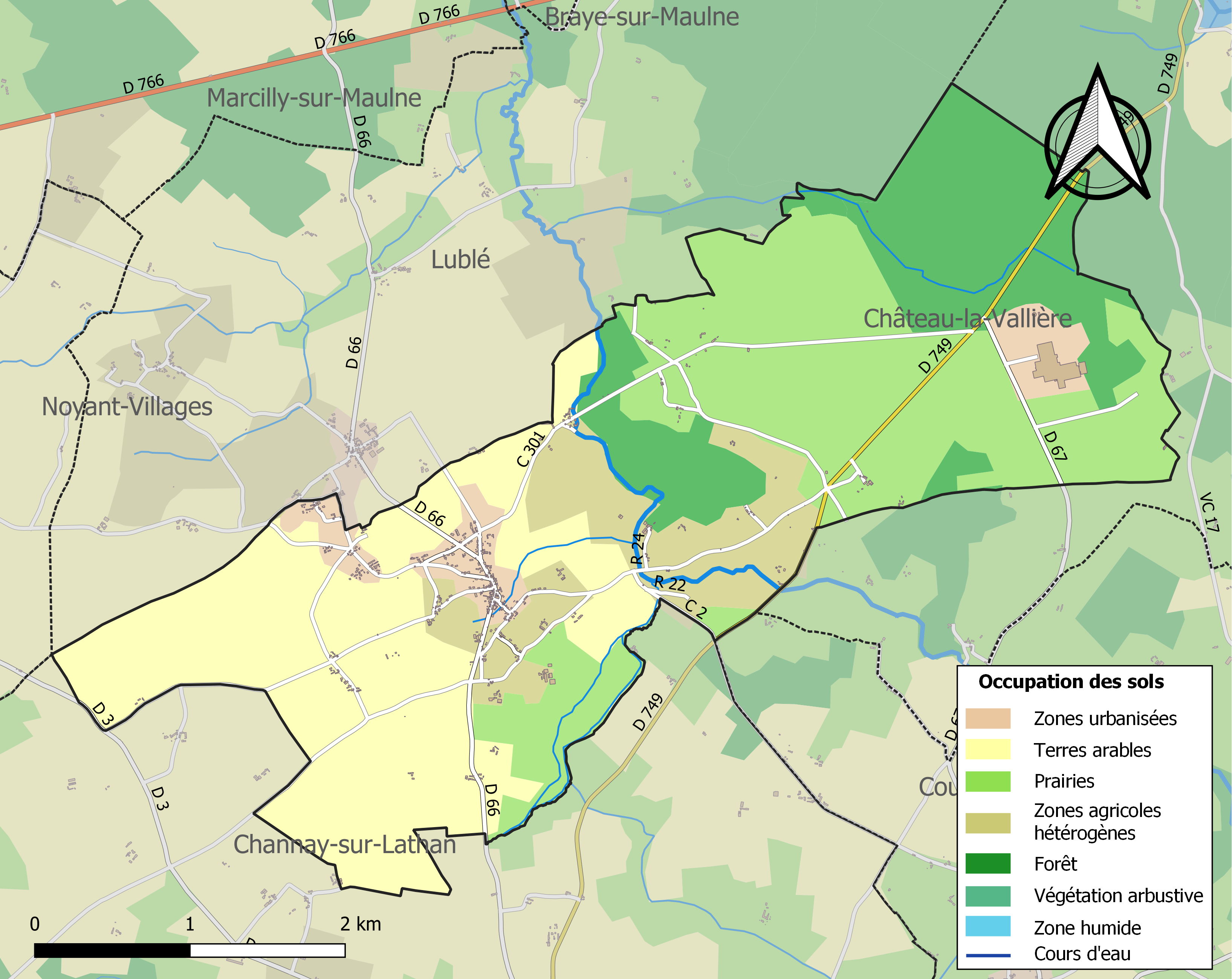
Carte des infrastructures et de l'occupation des sols de la commune en 2018 (CLC).

### Risques majeurs
Le territoire de la commune de Saint-Laurent-de-Lin est vulnérable à différents aléas naturels : météorologiques (tempête, orage, neige, grand froid, canicule ou sécheresse) et séisme (sismicité faible). Un site publié par le BRGM permet d'évaluer simplement et rapidement les risques d'un bien localisé soit par son adresse soit par le numéro de sa parcelle.

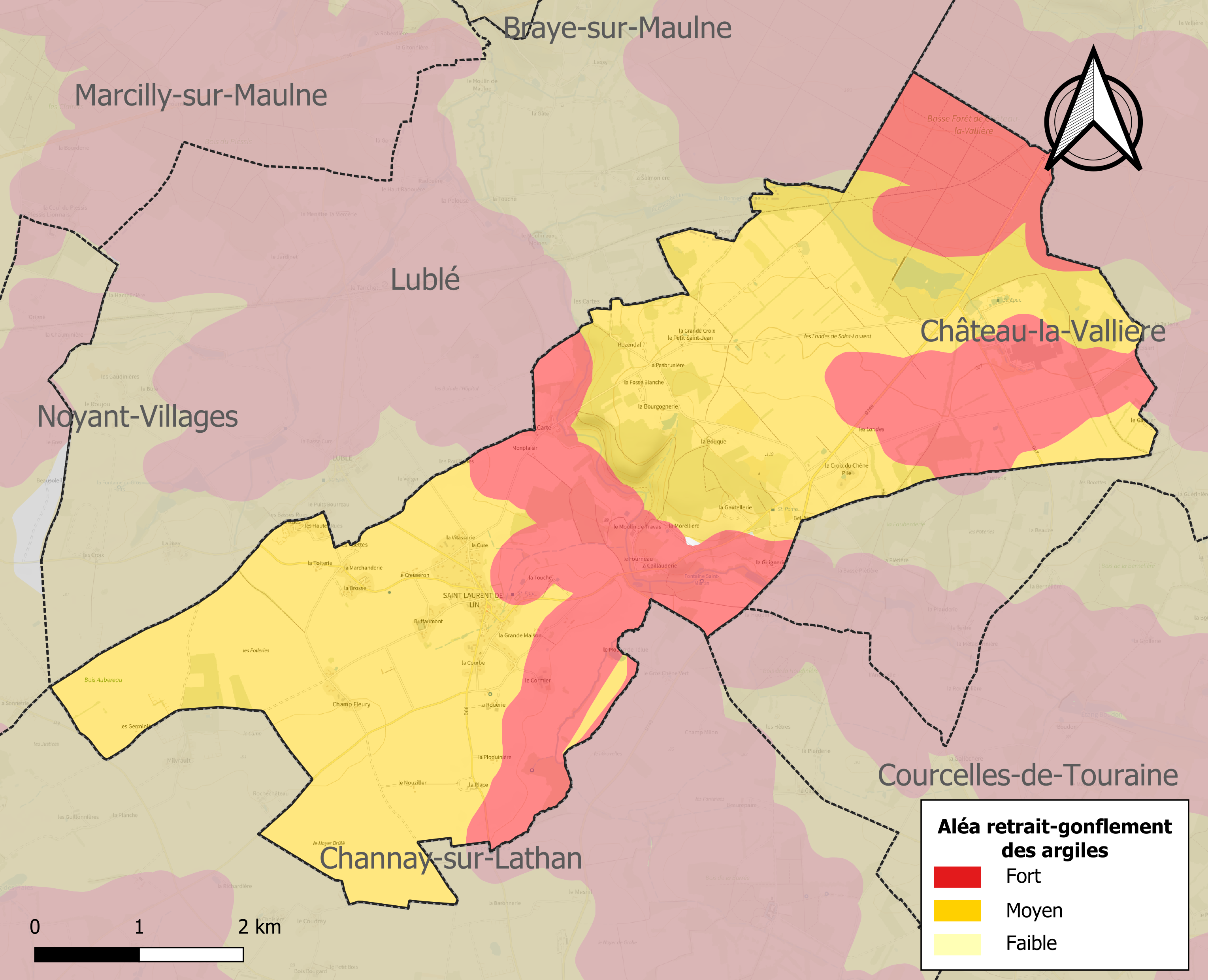
Carte des zones d'aléa retrait-gonflement des sols argileux de Saint-Laurent-de-Lin.

Le retrait-gonflement des sols argileux est susceptible d'engendrer des dommages importants aux bâtiments en cas d’alternance de périodes de sécheresse et de pluie. La totalité de la commune est en aléa moyen ou fort (90,2 % au niveau départemental et 48,5 % au niveau national). Sur les 169 bâtiments dénombrés sur la commune en 2019, 169 sont en aléa moyen ou fort, soit 100 %, à comparer aux 91 % au niveau départemental et 54 % au niveau national. Une cartographie de l'exposition du territoire national au retrait gonflement des sols argileux est disponible sur le site du BRGM,.
Concernant les mouvements de terrains, la commune a été reconnue en état de catastrophe naturelle au titre des dommages causés par des mouvements de terrain en 1999.

## Histoire
Au Moyen Âge et sous l'Ancien Régime, la paroisse faisait partie de l'Anjou et dépendait de la sénéchaussée angevine de Baugé. Elle fait partie aujourd'hui de la Touraine angevine.

## Blasonnement
|  | Les armoiries de Saint-Laurent-de-Lin se blasonnent ainsi : Écartelé : au 1er d'or à la coquille renversée de gueules, au 2e de sinople à l'écusson écartelé au I et IV d'azur au croissant d'argent accompagné de six croisettes recroisetées au pied fiché d'or, aux II et II de gueules à la croix ancrée d'or et sur le tout, écartelé aux 1 et 4 d'or au dauphin d'azur, lorré et peautré de gueules, aux 2 et 3 d'azur à la bande d'argent côtoyée de deux doubles cotices potencées et contre-potencées d'or, au 3e de sinople à la tête de femme posée de dos et de trois-quarts, cousue de gueules, colletée de sable, à la coiffe de dentelle d'argent ajourée de sable, au 4e d'or au fer à cheval de sable, percé du champ, l'espace entre les lames rempli d'argent et chargé d'une machine agricole ancienne d'or. |

## Politique et administration

### Liste des maires
| Période                                  | Période   | Identité        | Étiquette | Qualité |
| ---------------------------------------- | --------- | --------------- | --------- | ------- |
| mars 2001                                | mars 2008 | Solange Cresson |           |         |
| mars 2008                                | En cours  | Jean-Paul Sorin | DVD       | Cadre   |
| Les données manquantes sont à compléter. |           |                 |           |         |

### Tendances politiques et résultats
| Scrutin             | Scrutin             | 1er tour | 1er tour | 1er tour | 1er tour | 1er tour  | 1er tour | 1er tour | 1er tour  | 1er tour | 1er tour | 1er tour | 1er tour | 2d tour | 2d tour | 2d tour | 2d tour | 2d tour | 2d tour |
| Scrutin             | Scrutin             | 1er      | 1er      | %        | 2e       | 2e        | %        | 3e       | 3e        | %        | 4e       | 4e       | %        | 1er     | 1er     | %       | 2e      | 2e      | %       |
| ------------------- | ------------------- | -------- | -------- | -------- | -------- | --------- | -------- | -------- | --------- | -------- | -------- | -------- | -------- | ------- | ------- | ------- | ------- | ------- | ------- |
| Présidentielle 2017 | Présidentielle 2017 |          | FN       | 30,50    |          | LR        | 25,00    |          | EM        | 17,50    |          | LFI      | 15,00    |         | EM      | 52,10   |         | FN      | 47,90   |
| Présidentielle 2022 | Présidentielle 2022 |          | RN       | 45,41    |          | LREM      | 17,30    |          | LFI       | 14,05    |          | REC      | 7,57     |         | RN      | 67,46   |         | LREM    | 32,54   |
| Législatives 2022   | 5e                  |          | RN       | 42,20    |          | MoDem-Ens | 17,43    |          | LR        | 15,60    |          | PCF-NFP  | 12,84    |         | RN      | 70,00   |         | MoDem   | 30,00   |
| Législatives 2024   | 5e                  |          | RN       | 56,77    |          | PCF-Nupes | 13,55    |          | MoDem-Ens | 12,90    |          | LR       | 10,97    |         | RN      | 67,11   |         | MoDem   | 32,89   |

## Population et société

### Évolution démographique
L'évolution du nombre d'habitants est connue à travers les recensements de la population effectués dans la commune depuis 1793. Pour les communes de moins de 10 000 habitants, une enquête de recensement portant sur toute la population est réalisée tous les cinq ans, les populations de référence des années intermédiaires étant quant à elles estimées par interpolation ou extrapolation. Pour la commune, le premier recensement exhaustif entrant dans le cadre du nouveau dispositif a été réalisé en 2006.

En 2022, la commune comptait 344 habitants, en évolution de +6,83 % par rapport à 2016 (Indre-et-Loire : +1,67 %, France hors Mayotte : +2,11 %).
| 1793 | 1800 | 1806 | 1821 | 1831 | 1836 | 1841 | 1846 | 1851 |
| ---- | ---- | ---- | ---- | ---- | ---- | ---- | ---- | ---- |
| 414  | 497  | 403  | 447  | 477  | 471  | 451  | 453  | 478  |

| 1856 | 1861 | 1866 | 1872 | 1876 | 1881 | 1886 | 1891 | 1896 |
| ---- | ---- | ---- | ---- | ---- | ---- | ---- | ---- | ---- |
| 455  | 423  | 408  | 386  | 369  | 399  | 440  | 417  | 428  |

| 1901 | 1906 | 1911 | 1921 | 1926 | 1931 | 1936 | 1946 | 1954 |
| ---- | ---- | ---- | ---- | ---- | ---- | ---- | ---- | ---- |
| 445  | 438  | 435  | 406  | 399  | 400  | 384  | 341  | 361  |

| 1962 | 1968 | 1975 | 1982 | 1990 | 1999 | 2006 | 2011 | 2016 |
| ---- | ---- | ---- | ---- | ---- | ---- | ---- | ---- | ---- |
| 325  | 328  | 316  | 267  | 227  | 234  | 254  | 318  | 322  |

| 2021 | 2022 | - | - | - | - | - | - | - |
| ---- | ---- | - | - | - | - | - | - | - |
| 336  | 344  | - | - | - | - | - | - | - |

### Enseignement
Saint-Laurent-de-Lin se situe dans l'Académie d'Orléans-Tours (Zone B) et dans la circonscription de Saint-Cyr-sur-Loire.
L'école élémentaire accueille les élèves de la commune.